# Pseudomeloe ogloblini
Pseudomeloe ogloblini is een keversoort uit de familie van oliekevers (Meloidae). De wetenschappelijke naam van de soort is voor het eerst geldig gepubliceerd in 1954 door Martnez.